# Селло, Дьедонне Дьедоннович
Дьедонне́ Дьедо́ннович Селло́ (укр. Дьєдонне Дьєдоннович Селло; 20 января 1948, ЦАР — 19 ноября 2013, Евпатория, АР Крым) — советский и украинский акушер-гинеколог, преподаватель и общественный деятель. Депутат Евпаторийского городского совета (2002—2013). Получил известность в СМИ как «первый чернокожий депутат Украины».

## Биография
Родился 20 января 1948 года в Центральноафриканской Республике в семье фермера. Учился в школе и лицее. В 1967 году по государственной линии отправился в СССР для получения высшего медицинского образования. По окончании в 1968 году подготовительного курса в Ростове-на-Дону, поступил в Крымский медицинский институт, который окончил в 1974 году по специальности «лечебное дело». Продолжил обучение в аспирантуре. Под руководством профессора В. А. Голубева выполнил и в 1979 году на базе Киевского института усовершенствования врачей защитил диссертацию на соискание учёной степени кандидата медицинских наук (тема диссертации: «Некоторые клинико-бактериологические аспекты послеродовых инфекционных заболеваний»). В 1980—1986 годах работал акушером-гинекологом в Евпаторийском родильном доме. 
С 1986 года — преподаватель акушерства и гинекологии Евпаторийского медицинского училища, с 2001 года - Евпаторийского филиала колледжа «Монада». Автор ряда научно-педагогических статей и методических разработок (о медсестринстве в акушерстве, методический ориентир по медсестринству в гинекологии, словарь украинско-российских медицинских терминов), рационализаторских предложений. Создал кабинет с учебными пособиями по акушерству и гинекологии с доклинической практикой. За время профессиональной деятельности написал более 30 научных работ. В 2009 году был делегатом Х съезда Всеукраинской врачебной ассоциации, где принимал участие в подписании итогового документа «Этического кодекса врача Украины». 
В 2002 году избран депутатом городского совета Евпатории от Селянской партии. Впоследствии избирался в 2006 и 2010 годах от Партии регионов. Состоял в комиссии по вопросам социальной защиты населения, здравоохранения, материнства и детства.
Умер 19 ноября 2013 года в Евпатории от онкологического заболевания.

### Личная жизнь
Кроме родного французского, владел латынью, английским, немецким, русским и украинским языками.
Жена — Лариса Николаевна Селло, терапевт. Дочь — Лариса Селло, детский хирург, сын жены — Олег Селло, врач-уролог. Внучки — Мария и Екатерина Селло.

## Награды
- Лауреат городского конкурса «Общественное признание» в номинации «Светя другим — сгораю сам» (посмертно; Евпатория, 2013)[13]
- Премия имени С. Э. Дувана в номинации «Общественный деятель» (посмертно; Евпатория, 2015) — за активную гражданскую позицию в отстаивании прав и интересов евпаторийцев, служении людям, патриотизм, гуманизм[14]

## Память
В 2015 году учредители ООО «Людвигсбург-2001» подняли перед Общественной палатой Евпатории вопрос о присвоении наименования межквартальному проходу от
ул. Крупской до пр-та Победы в переулок имени Д. Селло. Однако, в связи с тем, что в «городе не принят порядок присвоения наименования (переименования) улицам, площадям и иным составным частям населённых пунктов», предложение рассмотрено не было.